# 복건수사
복건수사(福建水師) 또는 복건함대(福建艦隊)는 청나라 말기의 근대화된 해군 함대로, 복건성 연해의 방어를 담당하고 있었다.

## 개요
1860년대의 양무운동의 과정에서 1866년(동치 5년)에 복주선정국을 만들어, 서양에서 수입한 군함과 국내의 마미조선소에서 건조한 소형 군함으로 밀수범을 단속했다. 이후 복건 함대가 편성되면서 복건 · 대만 주변 해역 방어의 임무를 담당했다.
1871년 (동치 10년) 조난을 당해 대만에 표류한 미야코섬의 주민 54명이 원주민에게 살해당한 ‘미야코섬 조난 사건’이 일어났다. 일본 정부는 청나라에 배상을 청구했지만, 청나라 정부는 정부의 책임이 미치지 않는다는 핑계로 책임을 회피했다. 이에 격분한 일본은 1874년 (동치 13년)에 거류민 보호를 명분으로 ‘타이완 침략’을 강행한다. 이 사건은 청나라의 해역방비 의식을 높였고, 직례총독 이홍장은 ‘수천년에 한 번 올 비상사태’라고 상서를 올렸다. 청나라 조정은 400만 량의 해군 건설 예산을 승낙했다. 이에 따라 편성된 복건함대는 전성기에는 11척의 군함을 보유하고 있었다.
1885년(광서 11년), 청불전쟁의 서전인 마강해전에서 아메데 쿠르베 제독은 프랑스 극동 함대를 이끌고 복건함대를 공격했다. 기함 양무는 어뢰에 의해 좌초했고, 복건함대는 9척이 격침되면서 함대는 괴멸에 가까운 피해를 입었다. 이 전투 이후, 복건함대는 단 2척의 배만 보충받았을 뿐이었다.
1891년(광서 17년), 청나라 조정은 예산을 삭감하여 해군 병기 구입을 취소했다. 이에 따라 복건함대는 함선과 예산 부족에 시달렸고, 함대의 유지조차 힘들어졌다.
1909년(선통 원년), 청나라 정부는 복건함대와 광동함대·북양함대·남양함대를 통합한 후 순양함대와 장강함대로 재편하였다. 이로써 독립적인 복건함대는 해체되었다.

## 구성
| 함명       | 함종          | 건조              | 성능                       | 비고 |
| ---------- | ------------- | ----------------- | -------------------------- | --- |
| 복성(福星) | 목조포함      | 1870년 복주조선창 | 배수량 515톤 속도 9노트    | 대만에 주둔. 마강해전에서 탄약고에 피탄 후 폭발 격침.                                                                               |
| 진위(振威) | 목조포함      | 1872년 복주조선창 | 배수량 572톤 속도 10노트   | 펑후제도에 주둔. 마강해전에서 격침.                                                                                                 |
| 복파(伏波) | 정찰・수송함  | 1870년 복주조선창 | 배수량 1,258톤 속도 10노트 | 펑후제도 주둔. 마강해전에서 대파. 이후 광동함대로 편입                                                                              |
| 비운(飛雲) | 정찰・수송함  | 1872년 복주조선창 | 배수량 1,258톤 속도 10노트 | 푸저우 주둔, 마강해전에서 격침. |
| 양무(揚武) | 목조 코르벳함 | 1872년 복주조선창 | 배수량 1,560톤 속도 12노트 | 복건함대의 기함. 마강해전에서 좌초                                                                                                  |
| 제안(齊安) | 정찰・수송함  | 1873년 복주조선창 | 배수량 1,258톤 속도 10노트 | 산동성 주둔. 마강해전에서 격침. |
| 영보(永保) | 정찰・수송함  | 1873년 복주조선창 | 배수량 1,258톤 속도 10노트 | 마강해전에서 격침. |
| 침항(琛航) | 정찰・수송함  | 1874년 복주조선창 | 배수량 1,258톤 속도 10노트 | 마강해전에서 격침된 이후 인양되어 수리후, 광동함대에 편입                                                                           |
| 건승(建勝) | 렌델 포함     | 1875년 복주조선창 | 배수량 256톤 속도 8노트    | 마강해전에서 격침. |
| 복승(福勝) | 렌델 포함     | 1875년 복주조선창 | 배수량 256톤 속도 8노트    | 마강해전에서 격침. |
| 예신(藝新) | 강 초계정     | 1876년 복주조선창 | 배수량 245톤 속도 9노트    | 마강해전에서 좌초 후 자침 |
| 횡해(横海) | 슬루프        | 1885년 복주조선창 |                            | |
| 복정(福靖) | 기뢰순양함    | 1893년 복주조선창 | 배수량 2,200톤 속도 17노트 | 광을급. 청일전쟁 중 북양함대를 지원하기 위해 출동했지만, 뚜렷한 성과없이 1896년 복건으로 귀환. 1896년 폭풍우로 뤼순항 근해에서 침몰 |

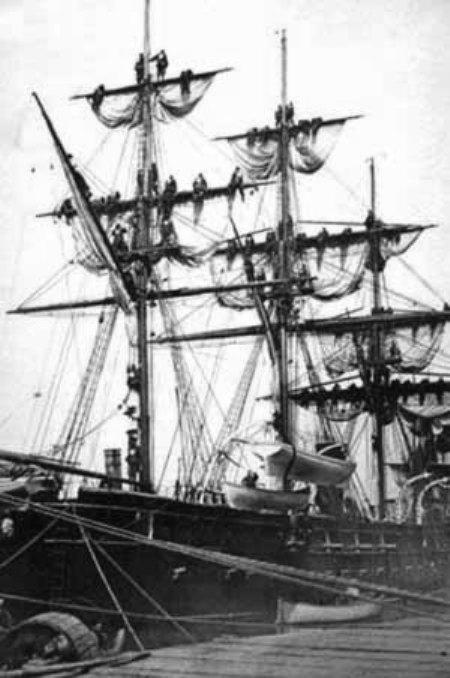
揚武
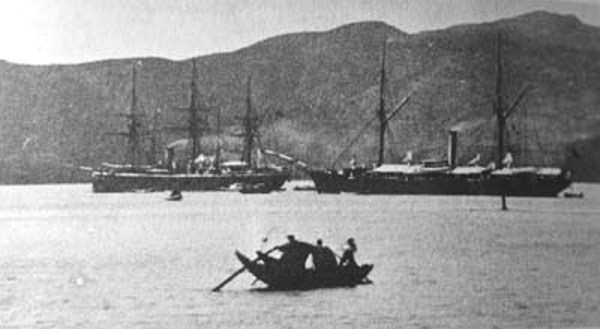
마강해전 전날밤 정박 중인 복건함대(揚武・福星)
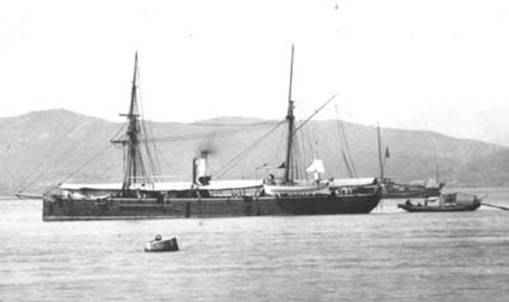
福星
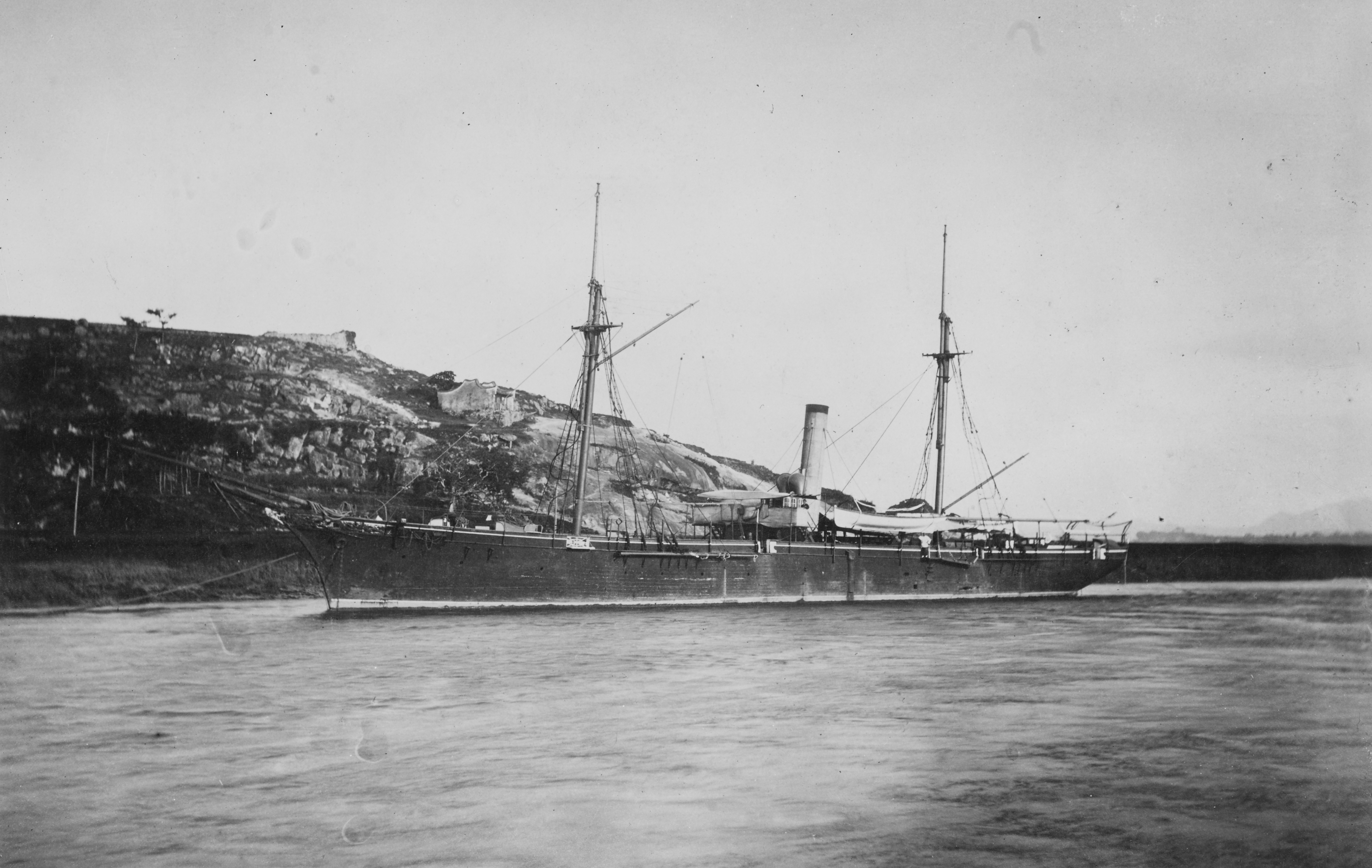
伏波
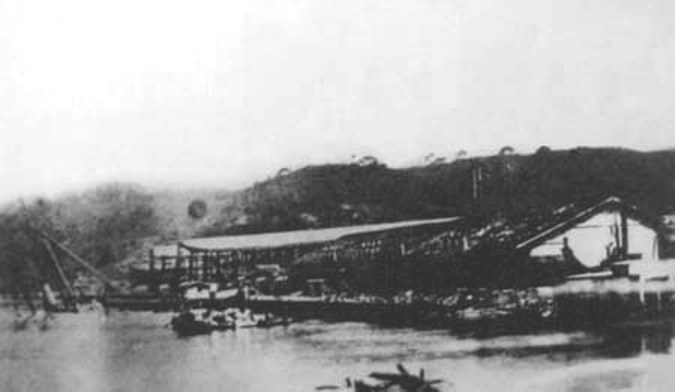
격침당한 永保
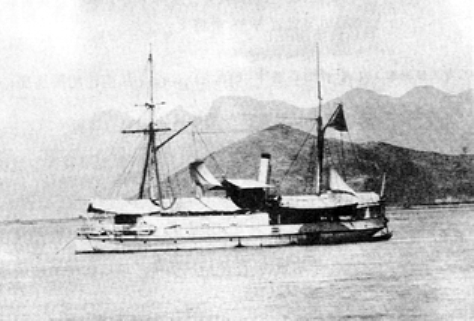
建勝
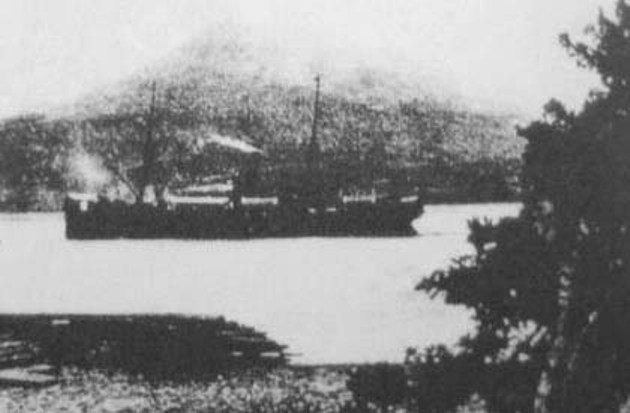
藝新

## 같이 보기
- 북양함대
- 광동함대
- 남양함대